# Frederick Everard Zeuner
Frederick Everard Zeuner, egentligen Friedrich Eberhardt Zeuner, född 8 mars 1905 i Berlin, död 5 november 1963 i London, var en tysk-brittisk geolog och paleontolog.
Zeuner studerade entomologi vid Breslaus universitet och blev sedan docent. Under början av 1930-talet var han aktiv vid geologiska avdelningen av Freiburgs universitet. Efter nazisternas maktövertagande i Tyskland emigrerade han som flera andra judar till England. Där var han aktiv vid Londons universitet och vid Naturhistoriska museet. Han utförde flera studieresor till Europa, Kanarieöarna, Mellanöstern, Afrika, Nordamerika och Australien.
Zeuner publicerade betydande avhandlingar om den geologiska perioden kvartär och även om husdjurens domesticering.